# Parque nacional Campo de los Alisos
El parque nacional Campo de los Alisos fue un parque nacional de Argentina en la provincia de Tucumán, que desde la promulgación de la ley n.º 27451 el 17 de abril de 2018 es parte integrante del parque nacional Aconquija. Dentro de este nuevo parque nacional el Campo de los Alisos pasó a ser un área natural protegida denominada Portal Campo de los Alisos con categoría de conservación de parque nacional. Fue creado en 1995 mediante la ley nacional n.º 24526, protegiendo inicialmente una superficie de 10 661 ha, que luego de una ampliación en 2014 llegó a la superficie de 17 000 ha.
El parque se extiende como una franja en dirección este-oeste en el sur de la provincia de Tucumán hasta su límite con la provincia de Catamarca. Protege la selva (nimbosilva), el bosque de montaña y el bioma altoandino. 

## Creación
A propuesta de la Fundación Campos de los Alisos el 10 de noviembre de 1994 la Legislatura de Tucumán sancionó la ley n.º 6603 -promulgada el 5 de diciembre de 1994- mediante la cual cedió la jurisdicción sobre 10 661 ha del departamento de Chicligasta con destino a la creación del parque nacional Campo de los Alisos:

Artículo 1°.- La Provincia de Tucumán, cede al Estado Nacional, la jurisdicción sobre un área de aproximadamente diez mil seiscientos sesenta y una hectáreas (10.661 Has.) ubicadas en la localidad de Alpachiri, Departamento de Chicligasta, cuya nomenclatura catastral y matricula registral se precisan a continuación: circunscripción 1; Sección D; Lámina 88; Parcela 8; Padrón 54.658; Matrícula 27.480; Orden 1; registrada al Libro 16; Serie B; Folio 107; del, Departamento Chicligasta y comprendida entre los siguientes limites: Norte: Río Las Pavas; Sud: Río Jaya y Conventillo; Este: unión del Jaya y Conventillo; Oeste: cumbre de los Cerros Nevados, o sea límite con la provincia de Catamarca. Estos límites propuestos, podrán ser objeto de modificaciones, como consecuencia de las operaciones técnicas de deslinde y mensura que deberán efectuarse sobre el terreno.

El 9 de agosto de 1995 fue aceptada esta cesión por el Congreso Nacional mediante la ley n.º 24526, promulgada de hecho el 6 de septiembre de 1995, que creó el parque nacional Campo de los Alisos.

ARTICULO 1º — Acéptase la cesión, efectuada por la provincia de Tucumán al Estado Nacional, mediante la ley sancionada el 10 de noviembre de 1994, por la Honorable Legislatura de esa provincia que lleva el Nº 6603, de la jurisdicción sobre un área de aproximadamente DIEZ MIL SEISCIENTAS SESENTA Y UNA HECTAREAS (10.661 hectáreas), ubicadas en la localidad de Alpachiri, Departamento de Chicligasta, cuya nomenclatura catastral y matrícula registral se precisan a continuación: Circunscripción I; Sección D; Lámina 88; Parcela 8; Padrón 54658; Matrícula 27490; Orden 1; registrada en Libro 16; Serie B; Folio 107 del Departamento de Chicligasta y comprendida entre los siguientes límites: Norte río Las Pavas; Sud ríos Jaya y Conventillo; Este unión del Jaya y Conventillo; Oeste cumbre de los cerros nevados, o sea, el límite con la Provincia de Catamarca. Los límites propuestos podrán ser objeto de modificaciones, como consecuencia de las operaciones técnicas de deslinde y mensura que deberán efectuarse sobre el terreno.
 ARTICULO 3º — En cumplimiento de la condición institucional aceptada mediante el artículo 2º y por encontrarse cabalmente reunidos los requisitos previstos por los artículos 1º, 3º, 4º y concordantes de la Ley Nacional Nº 22.351, declárase el área cedida y aceptada mediante el presente acto legislativo: "PARQUE NACIONAL CAMPO DE LOS ALISOS", el cual, a partir de la promulgación de la presente, quedará sometido al régimen de la citada Ley Nº 22.351.

El 14 de septiembre de 2005 la Legislatura de Tucumán sancionó la ley n.º 7646 -promulgada el 14 de octubre de 2005- mediante la cual cedió la jurisdicción sobre 7645 ha para ser incorporadas al parque nacional Campo de los Alisos como ampliación del mismo:

Articulo 1°.- La Provincia de Tucumán cede al Estado Nacional, la jurisdicción territorial sobre un área aproximada de siete mil seiscientas cuarenta y cinco (1.645) hectáreas, ubicadas en la localidad de Alpachiri, Departamento Chicligasta, Estancia Las Pavas, identificada con la siguiente nomenclatura catastral: Circunscripción 1; Sección D; Lámina 88; Parcela 1; Padrón 54639; Matricula 21419; Orden 1; e inscripto en el Registro Inmobiliario en la Matricula Registral NOZ 4360. Los limites podrán ser objeto de modificaciones como consecuencia de las operaciones técnicas de deslinde y mensura que deban efectuarse sobre el terreno.

El 11 de agosto de 2010 fue aceptada por el Congreso Nacional esta cesión mediante la ley n.º 26630, promulgada el 30 de agosto de 2010 por decreto n.º 1211/2010.

ARTICULO 1º — Acéptase la cesión de la jurisdicción efectuada por la provincia de Tucumán al Estado nacional mediante el artículo 1º de la Ley Provincial 7646, sancionada el 14 de septiembre de 2005, sobre un área de aproximadamente siete mil seiscientas cuarenta y cinco hectáreas (7.645 ha.), ubicadas en la localidad de Alpachiri, Departamento Chicligasta, Estancia Las Pavas, identificada con la siguiente nomenclatura catastral: Circunscripción I; Sección D; Lámina 88; Parcela 7; Padrón 54639; Matrícula 27479; Orden 1; e inscripto en el Registro Inmobiliario en la Matrícula Registral Nº Z 4360.
 (...) declárase al área cedida y aceptada mediante el presente acto legislativo, como integrante del "PARQUE NACIONAL CAMPO DE LOS ALISOS", bajo la denominación "SECCION LAS PAVAS" (...)

## Incorporación al parque nacional Aconquija
El 28 de diciembre de 2016 la Legislatura de Tucumán sancionó la ley provincial n.º 8980 mediante la cual cedió al Estado Nacional la jurisdicción ambiental y parcial sobre 8 inmuebles. La cesión de jurisdicción se realizó bajo las condiciones de que el Estado Nacional crease por ley en el plazo de 5 años el parque nacional Aconquija, incluyendo en él a los 8 inmuebles y al existente parque nacional Campo de los Alisos. La ley fue promulgada el 16 de enero de 2017.
El 4 de julio de 2018 fue sancionada la ley nacional n.º 27451 que aceptó la cesión de jurisdicción ambiental hecha por Tucumán y creó el parque nacional Aconquija.

## Flora
En la selva pedemontana las especies vegetales predominantes son el aliso (Alnus acuminata), el cebil (Parapiptadenia excelsa), la  tipa (Tipuana tipu), el laurel (laurus nobilis), el tarco (Jacaranda mimosifolia), el palo borracho amarillo (Chorisia insignis) y el horco molle (Blepharocalyx gigantea) entre otros. Estos árboles de gran porte suelen estar prácticamente cubiertos de epífitas como algunas orquídeas y los claveles del aire común (Tillandsia pulchella) y gigante (Tillandsia maxima), entre otras.
Entre los 1 000  y los 1 500 m s. n. m. comienza la selva montana, caracterizada por la gran densidad y la presencia de nogal (Juglans australis), el cedro tucumano (Cedrela lilloi), el saúco (Sambucus peruvianus), el laurel del cerro (Phoebe porphyria), el horco cebil (Piptadenia excelsa), el cochucho (Fagara coco), el mato (Eugenia pungens), el palo San Antonio (Rapanea laetevirens), el ramo (Cupania vernalis) y el chal-chal (Allophylus edulis), entre otros.
A partir de los 1 500 m sigue el bosque montano, donde se encuentran alisos del cerro (Alnus jorullensis) y pinos del cerro (Podocarpus parlatorei) que van desapareciendo para dar lugar a la pradera de altura, con agrupaciones de queñoa (Polylepis australis).

## Fauna
La fauna del parque está representada por guanacos (Lama guanicoe), lobitos de río (Lontra longicaudis), el gato andino (Leopardus jacobitus), la amenazada ranita montana (Telmatobius ceiorum) y el ocelote (Leopardus pardalis), entre otros.
El parque, debido a su especial conformación que abarca varios ambientes fitogeográficos, se destaca por su riqueza ornitológica, que lo incluye dentro de las áreas importantes para la conservación de las aves en Argentina.
 Se ha registrado la presencia de ejemplares de pava de monte (Penelope obscura), aves de hábito acuático como el pato de los torrentes (Merganetta armata) y la garza blanca (Ardea alba), los loros maitaca (Pionus maximiliani), hablador (Amazona aestiva) y el calancate cara roja (Psittacara mitratus), rapaces como el aguilucho común (Geranoaetus polyosoma) o el carancho (Caracara plancus), a los que se suman varias decenas de pájaros cantores.
El parque es hábitat de varias especies amenazadas o vulnerables, como el cóndor andino (Vultur gryphus), el chorlito cordillerano (Phegornis mitchellii), el loro alisero (Amazona tucumana), el vencejo parduzco (Cypseloides rothschildi), el gaucho andino (Agriornis albicauda), el mirlo de agua (Cinclus schulzi) y la monterita canela (Compsospiza baeri).

## Patrimonio cultural
El parque posee importantes sitios arqueológicos, como las ruinas conocidas como Ciudacita o Pueblo Viejo, recintos ceremoniales y otras construcciones que se estiman como algunas de las más meridionales del imperio inca. Están emplazadas a 4400 m s. n. m., en una zona de clima altoandino, con posibilidad de nevadas a lo largo de todo el año. Solo se puede acceder al sitio luego de una caminata y ascenso de 4 días, con acompañamiento de un guía autorizado.

## Administración
Por resolución n.º 126/2011 de la Administración de Parques Nacionales de 19 de mayo de 2011 se dispuso que parque nacional encuadrara para los fines administrativos en la categoría áreas protegidas de complejidad III, por lo cual tiene a su frente un intendente designado, del que dependen 4 departamentos (Administración; Obras y Mantenimiento; Guardaparques Nacionales; Conservación y Uso Público) y la división de Despacho y Mesa de Entradas, Salidas, y Notificaciones. La intendencia tiene su sede en la ciudad de Concepción.